# 新沭河
新沭河是沭河主要支流，是为分泄沭河洪水而修建的人工河道。西起山东省临沭县之大官庄，向东经连云港市临洪口入海州湾，全长78公里。

## 历史
1949——1953，山东开始治理沂河、沭河的导沭整沂工程，于山东临沭石门镇大官庄村向东开挖新沭河河道。经沭县南部至江苏省境，经赣榆、东海两县县境之大沙河故道东汇入临洪河，出临洪口入海。
1958年，于苏鲁两省交界修筑石梁河水库，新沭河遂成为石梁河水库之主要来水源。1971——1981年，山东省对新沭河再次进行整治扩建。

## 支流
新沭河上游主要有支流有：石门河、苍源河、穆疃河等